# Карандинці
Каранди́нці — село в Україні, у Богуславській міській громаді Обухівського району Київської області. Колишній орган місцевого самоврядування — Шупиківська сільська рада, від 2020 року — Шупиківський старостинський округ, до складу якого входять села Шупики, Карандинці, Туники. Населення становить 140 осіб.

## Населення
За переписом 2001 року населення Карандинців становило 94 особи , у 2020 році — 140 осіб.

## Історія
Під час Голодомору 1932—1933 років померло щонайменше 39 жителів села.